# Whashton
Whashton is een civil parish in het district Richmondshire in het Engelse graafschap North Yorkshire.

## Boerenbedrijven
Het dorp is omgeven door landerijen en heeft twee belangrijke boerderijen "The Hagg", een varkensboerderij die een eindje van het dorp is gelegen, en een rundveeboerderij die in het dorp is gelegen.

## Het dorp
Het dorp heeft een pub, 'The Hack and Spade', dit is vrijwel de enige voorziening in het dorp, naast een brievenbus.
In de omringende Yorkshire-heuvels zijn diverse wandelroutes. De plaats Richmond ligt op ongeveer 8 kilometer afstand en Whashton zelf ligt op slechts enkele kilometers verwijderd van de A66.